# Lévy et Cie
Pour plus de détails, voir Fiche technique et Distribution.
Lévy et Cie est un film français réalisé, coproduit et coécrit par André Hugon, sorti en 1930

## Synopsis
L'action se déroule sur un paquebot en route pour les États-Unis. À bord, pas moins de 200 Lévy, tous convaincus d'être les héritiers du milliardaire Abraham Lévy. Il y a aussi David Lévy amoureux d'une Esther Lévy, ce qui ne ravit pas ses oncles Salomon et Moïse.

## Fiche technique
- Titre : Lévy et Cie
- Réalisation : André Hugon
- Scénario : Jean Toulout , André Hugon, d'après une idée du docteur Gourevitch
- Dialogues : Roger Ferdinand
- Décors : Christian-Jaque
- Photographie : Raymond Agnel, Jean Bachelet, Henri Barreyre, René Colas et Maurice Guillemin
- Son : Carl S. Liverman
- Musique : René Sylviano
- Paroles des chansons : Marc-Hély[1]
- Production : Bernard Natan, Émile Natan , André Hugon
- Sociétés de production : Films André Hugon et Pathé-Natan
- Société de distribution : Pathé-Consortium-Cinéma
- Format : Noir et blanc - Son mono (RCA Recording) - 1,37:1
- Genre : Comédie
- Durée : 105 minutes
- Date de sortie : 
  - France : 31 octobre 1930

## Distribution
- Marie Glory : Esther Lévy
- André Burgère : David Lévy
- Léon Belières : Salomon Lévy
- Charles Lamy : Moïse Lévy
- Lucien Baroux : Louis
- Lugné-Poe : Abraham Lévy
- Alexandre Mihalesco : Simon Lévy
- Henri Bargin
- Jeanne Bernard

## À noter
Lévy et Cie est le premier volet d'une série de quatre films sur Moïse et Salomon Lévy ; il sera suivi de Les Galeries Lévy et Cie (1930), Moïse et Salomon parfumeurs (1935) et Les Mariages de Mademoiselle Lévy (1936)